# Julio Musimessi
Julio Elías Musimessi (Resistencia, 9 luglio 1923 – Morón, 27 agosto 1996) è stato un calciatore argentino, di ruolo portiere.

## Caratteristiche tecniche
Dotato di una statura non propriamente imponente, ebbe tra i suoi principali pregi l'agilità e la freddezza nell'affrontare gli attaccanti in situazioni di uno contro uno. Fu anche protagonista di un'innovazione: mentre i suoi colleghi giocavano con le ginocchiere, lui ne faceva a meno; ciò gli causò una certa notorietà in Argentina nella prima parte della sua carriera.

## Carriera

### Club
Avendo iniziato la carriera sportiva come cestista, quando approdò al calcio divenne portiere, ruolo in cui l'uso delle mani è preponderante. Crebbe sportivamente a Corrientes, e si trasferì a Rosario quando il Newell's Old Boys lo mise sotto contratto; il suo periodo come titolare nella squadra rossonera durò undici anni, durante i quali accumulò più di centottanta presenze in Primera División. Si trasferì al Boca Juniors — e dunque a Buenos Aires — nel 1953, assieme al compagno di squadra Colman. Debuttò con la nuova maglia il 5 aprile dello stesso anno, inaugurando un'esperienza che si protrarrà fino al 1960. Al suo secondo anno al Boca vinse il campionato argentino, e Musimessi formò una solida difesa composta, tra gli altri, dai nazionali argentini Francisco Lombardo ed Eliseo Mouriño. La sua lunga militanza negli xeneizes gli valse l'affetto del pubblico, grazie anche alla sua seconda attività, quella di cantante, che svolgeva saltuariamente. Nel 1960 lasciò il sodalizio argentino per tentare fortuna in Cile, con la maglia del Green Cross, che allora giocava in seconda divisione; vinto tale campionato, pose fine alla sua carriera agonistica, aprendo un bar a Morón.

### Nazionale
Convocato da Stábile, debuttò nel 1953 contro la Spagna a Madrid. Fu il portiere titolare durante Cile 1955, vinto dalla sua selezione, subendo sei reti in cinque partite. Dopo aver disputato il Sudamericano del 1956, fu chiamato per l'ultima volta in Nazionale in qualità di secondo portiere al campionato del mondo 1958, ove però non giocò alcuna partita, chiuso com'era da Amadeo Carrizo.

## Palmarès

### Club

#### Competizioni nazionali
- Campionato argentino: 1

Boca Juniors: 1954
- Campionato cileno di seconda divisione: 1

Green Cross: 1960

### Nazionale
- Campeonato Sudamericano de Football: 1

Cile 1955